# Maria João Rodrigues
 Maria João Rodrigues GOIH (Lisboa, 25 de Setembro de 1955) é uma académica portuguesa, especialista em assuntos da União Europeia e em política europeia, tendo sido membro do Parlamento Europeu e vice-presidente do Grupo da Socialistas e Democratas (S & D) entre 2014 e 2019. Desde 2017, é também Presidente da Fundação Europeia de Estudos Progressistas] (FEPS).

## Carreira
A sua carreira política começou como Ministra do Emprego de Portugal no primeiro governo do Primeiro Ministro [António Guterres] (1995-1997) e foi conselheira política a trabalhar em vários cargos nas Instituições Europeias desde 2000, nomeadamente nas equipas líderes de Presidências da UE. É perita em economia política da UE e serviu nomeadamente como Assessora Especial de vários representantes eleitos tanto a nível de Portugal como da UE, em particular ao antigo Primeiro Ministro António Guterres, atual Secretário-Geral das Nações Unidas, a vários Comissários Europeus e ao ex-presidente do Partido Socialista Europeu Poul Nyrup Rasmussen.
Ela é conhecida como a "mãe da Estratégia de Lisboa" , uma vez que este é um dos seus principais resultados. Desempenhou também um papel proeminente no desenvolvimento: da Estratégia Europa 2020 (acompanhamento da Estratégia de Lisboa para o Crescimento e o Emprego); a declaração da UE sobre a globalização, adotada pelo Conselho Europeu (2007); parcerias estratégicas com EUA, China, Índia, Rússia, África do Sul e Brasil (2007-2012); a nova fase do programa Erasmus (2008); as prioridades da política europeia de desenvolvimento regional (2005-2007); as respostas à crise da zona do euro (2008-13); as resoluções estratégicas do PE sobre o programa de trabalho anual da Comissão Europeia (2015-2017); e, mais recentemente, o Pilar Europeu dos Direitos Sociais (2017).
Em 2014, Maria João Rodrigues foi eleita membro do Parlamento Europeu, integrando o Grupo da Aliança Progressista dos Socialistas e Democratas (S & D) - o segundo grupo mais importante do PE, com 190 membros provenientes dos 28 Estados-Membros - que a elegeram em 2014 como vice-presidente. 
Como Vice-Presidente da S & D, é responsável pela coordenação geral e interface com as outras instituições da UE e membro das Comissões de Emprego e Assuntos Sociais (EMPR) e Assuntos Económicos e Monetários (ECON).
Em 2017, foi também eleita Presidente da FEPS, a Fundação Europeia de Estudos Progressistas, uma rede de mais de 60 fundações políticas e think-tanks de toda a UE e do mundo e o único think-tank socialista a nível europeu  .
Em termos académicos, Maria João Rodrigues foi professora de políticas económicas europeias no Instituto de Estudos Europeus - Université Libre de Bruxelles e no Instituto Universitário de Lisboa. Ela também foi presidente do Conselho Consultivo da Comissão Europeia para ciências socioeconómicas. Ela é autora de mais de cem publicações, incluindo os seus livros.
Em Janeiro de 2019, devido a uma queixa de assédio laboral feita por uma antiga assistente parlamentar, ficou afastada das listas do Partido Socialista às eleições europeias de 2019 e teve também como consequência uma sanção em Abril de 2019 sendo alvo de uma repreensão pelo Parlamento Europeu. A 14 de Julho de 2022, o Tribunal do Trabalho de Bruxelas, no seu julgamento Ref NR 20/1688/A, invalidou as acusações mencionadas nestas referências. O relatório deste julgamento pode ser consultado no "Tribunal Francophone du Travail de Bruxelles 2e Chambre".

## Educação e prémios
Maria João Rodrigues detém três graus de mestre e um doutoramento em economia pela Universidade de Paris 1 Panteão-Sorbonne, bem como um diploma em Sociologia do ISCTE – Instituto Universitário de Lisboa.

## Início da carreira política
Professora de Economia no Instituto Universitário de Lisboa (ISCTE-IUL) desde 1987, Maria João Rodrigues iniciou sua carreira em assuntos públicos em 1993 como consultora no Ministério do Trabalho e da Segurança Social, então chefiada por José Falcão e Cunha no governo conservador do Primeiro Ministro Aníbal Cavaco Silva. Após a vitória do Partido Socialista nas eleições gerais de 1995, foi nomeada Ministra do Emprego e Formação pelo Primeiro Ministro António Guterres, em 28 de Outubro de 1995. Obteve um acordo estratégico com os parceiros sociais para preparar a adesão de Portugal à zona euro (1997), completou grande reforma na gestão do Fundo Social Europeu e ocupou este cargo até 25 de Novembro de 1997.

## A Estratégia de Lisboa
Depois da sua função como Ministra do Emprego, Maria João Rodrigues foi nomeada como assessora especial e Chefe da Unidade de Estudos Prospetivos pelo Primeiro Ministro António Guterres em 1998. Nesta qualidade, desempenhou um importante papel durante a Presidência Portuguesa do Parlamento Europeu no primeiro semestre de 2000. A Presidência Portuguesa conseguiu, nomeadamente, obter um compromisso sobre a chamada Estratégia de Lisboa, um plano abrangente destinado a impulsionar o crescimento, a competitividade e o emprego na construção da UE, em inovação. A estratégia foi adotada numa reunião extraordinária do Conselho Europeu em Lisboa, em Março de 2000, na qual Maria João Rodrigues atuou como Sherpa do Primeiro Ministro. Ela contribuiu notavelmente para construir um compromisso entre as delegações dos governos britânico e francês, recorrendo ao método aberto de coordenação. Maria João Rodrigues continuou a acompanhar de perto os desenvolvimentos da Estratégia de Lisboa, nomeadamente como Assessora Especial da Presidência [de Luxemburgo] da União Europeia para a Revisão Intercalar da Estratégia de Lisboa (2005) e assessor especial da Comissão Europeia e Jean-Claude Juncker sobre a estratégia de Lisboa.
Relembrando esta experiência em 2010, Maria João Rodrigues escreveu: "Mesmo que houvesse falhas claras, a implementação da Estratégia de Lisboa não deveria ser considerada um fracasso". A estratégia de Lisboa é amplamente considerada como tendo fracassos mas também algumas realizações. Em 2007, a média de GR da UE foi de 2,7% e foram criados 16 milhões de empregos. Acima de tudo, mudou a governação da União Europeia com uma maior coordenação das políticas económicas e sociais, envolvendo cerca de 400 medidas.
Em 2007, foi nomeada pelo Primeiro-Ministro José Sócrates como assessora especial da Presidência da União Europeia que lida com o Tratado de Lisboa, a Estratégia de Lisboa e as Cimeiras da UE com os parceiros internacionais China, Índia, Brasil, Rússia e África. Esta missão, que alcançou a negociação do Tratado de Lisboa, chegou ao fim em 1 de Janeiro de 2008, quando a presidência rotativa da União Europeia foi entregue à Eslovénia. Maria João Rodrigues iniciou também um processo de "Diálogos para o Desenvolvimento Sustentável" com estes parceiros internacionais, patrocinado pela Fundação Gulbenkian.

## Carreira Política
Em 2010, a Estratégia de Lisboa foi sucedida pela Estratégia Europa 2020, um novo plano da UE para um "crescimento económico inteligente, sustentável e inclusivo". Embora não tenha exercido qualquer função oficial, as experiências anteriores de Maria João Rodrigues com a estratégia de Lisboa fizeram com que a sua visão sobre a Europa 2020 fosse altamente valorizada em todo o espectro político e em muitas capitais europeias.
Até 2014, Maria João Rodrigues foi também professora na Universidade Livre de Bruxelas e na Universidade de Lisboa. É também ativa em várias instituições de investigação, notably as member of the Governing Board of the European Policy Center and of Jacques Delors Institute. Foi até 2006 a presidente do grupo consultivo para a Comissão Europeia de Ciências Sociais e Humanas.
Em 2014, Maria João Rodrigues foi eleita membro do Parlamento Europeu na eleição para o Parlamento Europeu de 2014 e vice-presidente do grupo da Aliança Progressista dos Socialistas e Democratas, o segundo grupo parlamentar mais importante, juntamente com outros nove deputados.
Em 2016 deslocou-se do portfólio de assuntos económicos e sociais para o de Coordenação do trabalho parlamentar e negociações interinstitucionais sobre a agenda da UE. 
Em dezembro de 2015, foi uma das candidatas ao Conselho de Estado de Portugal (conselho consultivo do Presidente da República) na lista apresentada pelos partidos de esquerda no parlamento português, como membro suplente.
Em 2017, foi relatora do "Pilar Europeu dos Direitos Sociais", um relatório apoiado por uma grande maioria de cinco grupos políticos no Parlamento Europeu.
Em junho de 2017, foi eleita Presidente da Fundação Europeia de Estudos Progressistas (FEPS), uma rede de mais de 60 fundações políticas e grupos de reflexão de toda a UE e do mundo e o único think-tank progressista a nível europeu.
Em janeiro de 2019 o Parlamento Europeu abriu uma investigação a Maria João Rodrigues devido a queixas de assédio dirigidas a Maria João Rodrigues pelo seu assistente, alegando que a equipa da deputada trabalhava num ambiente de "medo e humilhação". 
Em abril de 2019 a deputada foi dada como culpada de assédio moral dirigido ao seu assistente.
 A 14 de Julho de 2022, o Tribunal do Trabalho de Bruxelas, no seu julgamento Ref NR 20/1688/A, invalidou as acusações mencionadas nestas referências. O relatório deste julgamento pode ser consultado no "Tribunal Francophone du Travail de Bruxelles 2e Chambre".

## Principais papéis institucionais
- Ministro do Emprego e Formação em Portugal com o Primeiro Ministro António Guterres
- Assessora Especial das Presidências da UE, responsável pelas cimeiras do Conselho Europeu
- Assessora Especial dos Comissários Europeus
- Membro do Parlamento Europeu, Comissões dos Assuntos Económicos e Sociais
- Vice-Presidente do Grupo S & D para Assuntos Económicos e Sociais
- Vice-Presidente do Grupo S & D para coordenação geral e Secretário Parlamentar
- Presidente da FEPS, Fundação Europeia de Estudos Progressistas

## Principais resultados na elaboração de políticas da UE
- A "Estratégia de Lisboa" da UE para o crescimento e o emprego - com novas orientações políticas para as políticas industriais, da sociedade da informação, da investigação, da inovação, da educação, do emprego, da proteção social e do ambiente (2000-2010). O seguimento da estratégia UE 2020
- Tratado de Lisboa da UE, equipa final de negociação (2007)
- Declaração da UE sobre a Globalização adotada pelo Conselho Europeu (2007)
- Preparação das cimeiras da UE com parceiros estratégicos da UE: EUA, China, Índia, Rússia, África do Sul e Brasil (2007-2012)
- A nova fase do programa Erasmus (2008)
- Prioridades da política europeia de desenvolvimento regional (2005-2007)
- As respostas à crise da zona do euro (2008-13)
- O pilar europeu dos direitos sociais (2017)
- Resoluções estratégicas do PE relativas ao programa de trabalho anual da Comissão Europeia (2015-2017)

## Principais papéis académicos
- Professora de Políticas Económicas Europeias no Instituto de Estudos Europeus, Université Libre de Bruxelles
- Professora de Economia no Instituto Universitário de Lisboa (ISCTE-IUL), atualmente em licença devido a atividade de interesse público
- Presidente do Conselho Consultivo da Comissão Europeia encarregado da preparação do 7º Programa-Quadro de Investigação em ciências socioeconómicas
- Relator Económico no ESPAS, Sistema Europeu de Planificação e Análise Estratégica
- Coordenador do Projeto “Diálogos para o Desenvolvimento Sustentável” entre a UE e o Brasil, a Rússia, a Índia e a China, Fundação Calouste Gulbenkian
- Membro da rede de estrategistas governamentais de longo prazo da OCDE
- Assessor Especial do Primeiro Ministro e Chefe da Unidade de Estudos Avançados do PM
- Membro do Conselho de Administração da Notre Europe, associação criada por Jacques Delors, Paris
- Membro do Conselho Consultivo do Centro Europeu de Políticas, Bruxelas
- Membro do Steering Committee do Consórcio New Pact for Europe, criado pela Fundação Rei Baudoin, Fundação Bertelsmann, Fundação Gulbenkian, La Caixa, Nordon, Rede Europeia de Fundações
- Autor de mais de cem publicações em inglês, francês e português
- Participação em mais de mil conferências como palestrante na Europa e no mundo em inglês, francês, português e espanhol

## Prémios
Maria João Rodrigues foi decorada notavelmente com:
- Indicado para o Prémio Gaetan Pirou (Prémio de Ciência Económica concedido pelas universidades francesas em nível nacional), 1986.
- Prémio Nacional Gulbenkian de Ciência e Tecnologia em Portugal, 1986, pela sua tese de doutoramento sobre o Sistema de Emprego
- Altamente mencionado no Prêmio Boa Esperança de Ciência e Tecnologia em Portugal, 1992.

### Honras
- Comendadora da Ordem da Coroa de Carvalho do Luxemburgo, pela sua contribuição para a promoção da coesão social Europa, 2000.
- Grande-Oficial da Ordem do Infante D. Henrique de Portugal, pelas suas funções de serviço académico e público e pela sua contribuição a nível Europeu (9 de Junho de 2003)[28]
- Dama da Ordem Nacional da Legião de Honra de França, pelo seu papel na integração europeia e do Estratégia de Lisboa da UE para o crescimento e o emprego, 2005.
- Oficial da Ordem Nacional da Legião de Honra (promoção dentro das fileiras da Ordem) de França, pelo seu importante papel na Presidência da UE e no Tratado de Lisboa, 2008.

## Interesse de pesquisa
Maria João Rodrigues também tem desenvolvido uma resposta política à crise da zona euro, nomeadamente no que diz respeito ao Fundo Europeu de Estabilização Financeira e à governação económica da União Europeia.
Em outubro de 2010, ela publicou no jornal on-line de assuntos atuais europeus EurActiv uma "peça teatral curta" resumindo seus pensamentos sobre a questão da Governança Económica Europeia, e vários outros documentos políticos, relatórios e livros foram publicados.
Em dezembro de 2011, ela vem defendendo o uso de uma "grande [bazuca]" para enfrentar a crise da zona do euro, na forma de uma grande compra da dívida [do governo] pelo Banco Central Europeu.
Em 2012, assumiu um novo papel na coordenação do projeto europeu "Novo Pacto pela Europa", patrocinado pelas Fundações Europeias mais relevantes.
Em 2015, ela liderou a Grupo S & D no Parlamento Europeu para adotar posições detalhadas sobre a Crise Grega and on the reform of the Economic and Monetary Union. Foi então nomeada para presidir este debate com os líderes social-democratas na Europa. Em 2017, obteve uma grande maioria de cinco grupos políticos no Parlamento Europeu para apoiar o seu relatório sobre "O pilar europeu dos direitos sociais" e foi nomeado para a negociação final que foi proclamada na Cimeira de Gotemburgo a 17 de novembro de 2017.